# Лий (окръг, Тексас)
Вижте пояснителната страница за други значения на Лий.
Окръг Лий (на английски: Lee County) е окръг в щата Тексас, Съединени американски щати. Площта му е 1642 km², а населението - 15 657 души (2000). Административен център е град Гидингс.